# 시라키촌 (오사카부)
시라키촌(일본어: 白木村)은 일본 오사카부 미나미카와치군에 설치되었던 촌이다. 현재의 가난정에 해당한다.

## 역사
- 1889년 4월 1일 - 정촌제 시행에 의해 이시카와군 시라키촌이 성립하였다.
- 1896년 4월 1일 - 군 통합에 의해 미나미카와치군이 성립하였다.
- 1956년 9월 30일 - 이시카와촌, 고우치촌, 나카촌과 합병해 가난정이 성립하여, 동일 시라키촌은 폐지되었다.

## 참고문헌
- 角川日本地名大辞典 27 大阪府